# Beauty and harmony 2
『beauty and harmony 2』（ビューティー・アンド・ハーモニー・ツー）は、吉田美和の2枚目のアルバムである。2003年5月6日発売。発売元はDCT records。

## 概要
- 前作から7年半ぶりのアルバム。吉田美和の誕生日である5月6日に発売。また、発売日から5都市をめぐるツアーを行った。
- 吉田美和曰く通称は「びーはーつー」。「びーはーつー」はアルバム発売に先立って行われたファンクラブイベントの題名にもなった。
- 吉田はこのアルバムのタイトルについて、発売時の「中村正人のOH! MY RADIO」に出演した際に、「1（beauty and harmony）があることを知ってほしかったから」と語っている。
- 「涙の万華鏡」は、同日に別バージョンでシングル発売。（カップリングは「あなたのかわいい人」）
- 初回盤はスペシャルパッケージ。
- 2009年11月18日に新装版『beauty and harmony 2 -新装盤-』としてメジャーレーベルから発売。新装版の初回盤には今作を引っさげてのコンサートの模様を収録したDVDを収録。

## 収録曲

### Disc1: CD
| 全作詞・作曲: 吉田美和、全編曲: 中村正人。 |                                                                                 |          |            |      |
| #                                          | タイトル                                                                        | 作詞     | 作曲・編曲 | 時間 |
| 1.                                         | 「theme of beauty and harmony 2」                                               | 吉田美和 | 吉田美和   | 1:01 |
| 2.                                         | 「涙の万華鏡」                                                                  | 吉田美和 | 吉田美和   | 4:24 |
| 3.                                         | 「どうしてこんなに」                                                            | 吉田美和 | 吉田美和   | 4:45 |
| 4.                                         | 「お願いします」                                                                | 吉田美和 | 吉田美和   | 4:28 |
| 5.                                         | 「夢の続き」                                                                    | 吉田美和 | 吉田美和   | 3:48 |
| 6.                                         | 「あなたのかわいい人」                                                          | 吉田美和 | 吉田美和   | 4:20 |
| 7.                                         | 「the lessons」                                                                 | 吉田美和 | 吉田美和   | 4:42 |
| 8.                                         | 「おとなじゃん!」                                                               | 吉田美和 | 吉田美和   | 5:35 |
| 9.                                         | 「告白」                                                                        | 吉田美和 | 吉田美和   | 5:13 |
| 10.                                        | 「theme of beauty and harmony 2 for strings」(ストリングスアレンジ: GREG ADAMS) | 吉田美和 | 吉田美和   | 1:03 |
| 合計時間:                                  | 合計時間:                                                                       | 39:19    |            |      |

### Disc2: DVD（初回生産限定盤のみ）
| #   | タイトル                                                                               | 作詞 | 作曲・編曲 |
| --- | -------------------------------------------------------------------------------------- | ---- | ---------- |
| 1.  | 「涙の万華鏡」(miwa yoshida "とつぜんのちっちゃい" tour of beauty & harmony 2)         |      |            |
| 2.  | 「どうしてこんなに」(miwa yoshida "とつぜんのちっちゃい" tour of beauty & harmony 2)   |      |            |
| 3.  | 「お願いします」(miwa yoshida "とつぜんのちっちゃい" tour of beauty & harmony 2)       |      |            |
| 4.  | 「夢の続き」(miwa yoshida "とつぜんのちっちゃい" tour of beauty & harmony 2)           |      |            |
| 5.  | 「あなたのかわいい人」(miwa yoshida "とつぜんのちっちゃい" tour of beauty & harmony 2) |      |            |
| 6.  | 「the lessons」(miwa yoshida "とつぜんのちっちゃい" tour of beauty & harmony 2)        |      |            |
| 7.  | 「おとなじゃん!」(miwa yoshida "とつぜんのちっちゃい" tour of beauty & harmony 2)      |      |            |
| 8.  | 「告白」(miwa yoshida "とつぜんのちっちゃい" tour of beauty & harmony 2)               |      |            |
| 9.  | 「miwa yoshida」("とつぜんのちっちゃい" tour of beauty & harmony 2 ドキュメント)       |      |            |
| 10. | 「miwa yoshida」("とつぜんのちっちゃい" tour of beauty & harmony 2 インタビュー集)     |      |            |